# 鲁埃库尔
鲁埃库尔（法語：Rouécourt，法語發音：[ʁwekuʁ]）是法国上马恩省的一个市镇，属于圣迪济耶区。

## 地理
鲁埃库尔（48°19'31"N, 5°4'9"E）面积7.82 平方千米，位于法国大東部大區上马恩省，该省份为法国东北部内陆省份，北起马恩省和默兹省，西接奥布省，西南接科多尔省，东南接上索恩省，东临孚日省。
与鲁埃库尔接壤的市镇（或旧市镇、城区）包括：瑟里西耶尔、居德蒙-维利耶、布莱斯龙河畔莱谢尔。

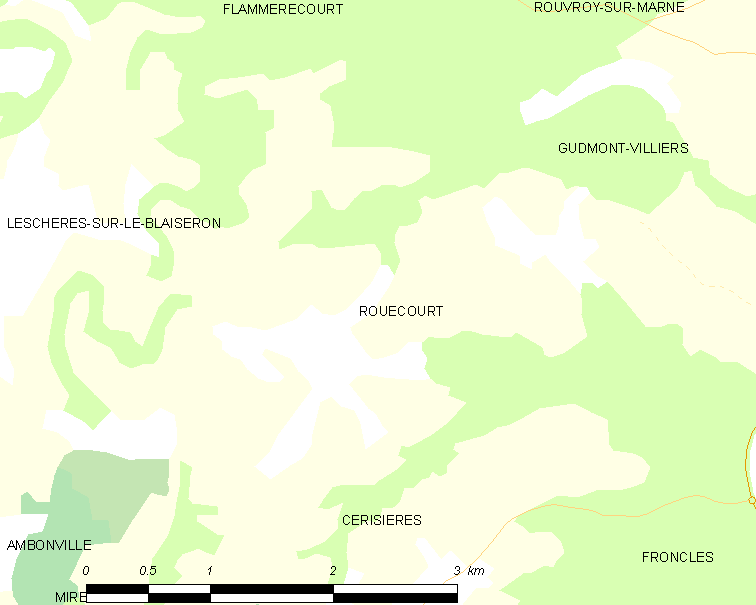
鲁埃库尔的OSM定位图

鲁埃库尔的时区为UTC+01:00、UTC+02:00（夏令时）。

## 行政
鲁埃库尔的邮政编码为52320，INSEE市镇编码为52436。

## 政治
鲁埃库尔所属的省级选区为博洛涅县。

## 人口

1962-2008年间鲁埃库尔人口变化图示

鲁埃库尔于2022年1月1日时的人口数量为49人。